# جون كالدويل (عالم سكان)
جون كالدويل (بالإنجليزية: John Caldwell)‏ هو عالم سكان أسترالي، ولد في 8 ديسمبر 1928 في سيدني في أستراليا، وتوفي في 12 مارس 2016 في كانبرا في أستراليا.